# Nela Husták Kornetová
Nela Husták Kornetová nebo jen Nela H. Kornetová, rozená Nela Kornetová (* 21. dubna 1987) je česká performerka, herečka, režisérka, choreografka a pedagožka. Působí v Norsku a je uměleckou vedoucí mezinárodní T.I.T.S. performance group.

## Životopis
Poprvé vystupovala, když si tuto hukvaldskou rodačku v rámci spolupráce její základní školy s divadle vyhlédla operní sbormistryně Lenka Živocká a společně s dalšími dětmi zpívala v Národním divadle moravskoslezském. Jako teenager poté i navštěvovala Dům dětí a mládeže v Kopřivnici. Právě zde mohli dělat to, co jich zajímalo, a navíc bez toho, aniž by měli nějakého vedoucího, a tak si mohli například dělat divadlo po svém, což už ji zůstalo.
Na Divadelní fakultě Janáčkovy akademie múzických umění (JAMU) v Brně a DAMU se hlásila se na všechny běžné programy. Poté, co rok studovala na Divadelní fakultě JAMU dramatickou výchovu, zjistila, že existuje obor fyzické divadlo. V té době ji už nejvíce zajímal experiment a skrz spolupráce na muzikálech v rámci dětského operního sboru u Národního divadla moravskoslezského, kde se díky Lence Dřímalové dostala ke scénickému tanci, se rozhodla přestoupit na Ateliér klaunské, scénické a filmové tvorby.
Zásadní pro ní bylo setkání a tvorba s rumunskou choreografkou Ioanou Monou Popovici, která ji profesně formovala. Proto se po absolutoriu fyzického divadla v roce 2010 rozhodla dále pokračovat ve studiu, a to i mimo Českou republiku. Po prozkoumání studijních plánů všech evropských divadelních škol se rozhodla pro tři školy, a to v Berlíně, Amsterdamu a Fredrikstadu v Norsku. Jelikož měla Norská divadelní akademie přijímačky jako první a byla zde i přijatá, dalších se už nezúčastnila. Na této škole studovala herectví, ale v podstatě šlo o tvůrčí autorskou školu. Studium zde probíhá formou workshopů a každý ročník má svého uměleckého vedoucího, který sleduje vývoj studentů, sám však vede pouze jeden až dva kurzy.
Akademii dokončila roku 2013 a o rok později obdržela stipendium DanceWEB na Impulstanz ve Vídni. Téhož roku, kdy dokončila akademii, založili mezinárodní performerskou skupinu T.I.T.S. performance group, kde je uměleckou vedoucí. Jejich první představení bylo Trumpets in the Sky, což bylo o očekávání apokalypsy jako metafory úzkosti. Další představení byly My Own Private Picture, zkoumající osobní touhy a pornografické mediální snímky; audiovizuální taneční představení zkoumající mocenské struktury a fascinaci společnosti násilím Forced Beauty a Můj, což je fyzická opereta zkoumající lidskou potřebu vlastnit. Následující projekty byly například Cult of Busy, satirické dílo o fiktivní náboženské komunitě uctívající zaneprázdněnost; performance instalace zaměřená na témata nejistoty a nepředvídatelnosti s názvem un:tit:led, dále to byly představení o míchání textu, choreografie, zvuku a vizuálního umění Nádor: Karcinogenní romance, jež bylo o hledání lásky a míru se smrtelnou nemocí; anebo hypnotické Dreamers, které se zabývají trávením reality ve formě snové fikce; a audiovizuální fyzické představení Badman, které se jedná o maskulinitě a její síle, kultivované a překroucené jedinou ženskou performerkou.
Jejím manželem je Jan Husták a společně žijí převážně Fredrikstadu v Norsku. Obdržela nabídku o vyučování na Norské divadelní akademii, a tak každý semestr vede workshop Body of Many Voices.
Za performerský výkon v inscenaci Tumor: karcinogenní romance byla nominována na Cenu Thálie za rok 2020 v oboru alternativní divadlo. Tu obdržela za rok 2022 za performerský výkon v inscenaci Badman.